# Grote weidespreeuw
De grote weidespreeuw (Leistes loyca synoniem: Sturnella loyca) is een zangvogel uit de familie Icteridae (troepialen).

## Verspreiding en leefgebied
Deze soort telt 4 ondersoorten:
- L. l. loyca: zuidelijk Chili en zuidelijk Argentinië.
- L. l. catamarcana: noordwestelijk Argentinië.
- L. l. obscura: Centraal-Argentinië.
- L. l. falklandica: de Falklandeilanden.